# Thierry Marichal
Thierry Marichal (født 13. juni 1973) er en tidligere belgisk professionel cykelrytter, som cyklede for det professionelle cykelhold Française des Jeux.